# Autodesk 3ds Max
Autodesk 3ds Max, v preteklosti znan tudi kot 3D Studio in 3D Studio Max je profesionalni grafični program za izdelovanje 3D animacij, modelov, iger in slik. Proizvaja in razvija ga Autodesk Media and Entertainment. Zmožnosti modeliranja v programu in fleksibilno arhitekturo vtičnikov se lahko uporablja na platformi Microsoft Windows. Pogosto ga uporabljajo razvijalci video iger, mnogi komercialni TV studii in arhitekturni biroji. Prav tako se uporablja pri filmskih efektih in filmski pred-vizualizaciji. Poleg modelirnih in animacijskih orodij, so v zadnji verziji 3ds Max-a prisotni tudi shaderji (npr. ambient occlusion in subsurface scattering), dinamične simulacije, sistemi delcev, radiosity, izdelovanje in upodabljanje normal map, globalno osvetljevanje, prilagodljiv uporabniški vmesnik in programu lasten skriptni jezik.

## Zgodovina
Prvotni 3D Studio je bil ustvarjen za platformo DOS, razvila sta ga Gary Yost in Yost Group, objavil pa Autodesk. Po 3D Studio DOS Verziji 4, je bil program prepisan za platformo Windows NT in preimenovan v "3D Studio MAX". Tudi to verzijo je prvotno razvil Yost Group, objavil pa jo je Kinetix, ki je bil v tistem času Autodesk-ova media and entertainment divizija.
Autodesk je produkt odkupil ob izvodu posodobitve drugega izvoda 3D Studio MAX in v celoti prenesel razvoj na svoje razvijalce v obdobju izdelovanja naslednjih dveh različic programa. Kasneje je bilo ime spremenjeno v "3ds max" (brez velikih črk), da bi se bolje usklajevalo s poimenovanji v Discreet-u, družbi iz Montreala, ki jo je Autodesk odkupil.
Ob izidu naslednje verzije (verzija 7), je bil produkt ponovno tržen z zaščitnim znakom Autodesk, kratko ime pa je bilo ponovno spremenjeno v "3ds Max" (velike in male črke), medtem ko je uradno ime produkta postalo "Autodesk 3ds Max", kot ga poznamo danes.
| Verzija               | Kodno ime           | Leto | Operacijski sistem                                | Strojna platforma |
| --------------------- | ------------------- | ---- | ------------------------------------------------- | ----------------- |
| 3D Studio Prototype   | THUD                | 1988 | MS-DOS                                            | 16-bit x86        |
| 3D Studio             | THUD                | 1990 | MS-DOS                                            | 16-bit x86        |
| 3D Studio 2           |                     | 1992 | MS-DOS                                            | 16-bit x86        |
| 3D Studio 3           |                     | 1993 | MS-DOS                                            | 16-bit x86        |
| 3D Studio 4           |                     | 1994 | MS-DOS                                            | 16-bit x86        |
| 3D Studio MAX 1.0     | Jaguar              | 1996 | Windows NT 3.51, Windows NT 4.0                   | IA-32             |
| 3D Studio MAX R2      | Athena              | 1997 | Windows 95 and Windows NT 4.0                     | IA-32             |
| 3D Studio MAX R3      | Shiva               | 1999 | Windows 98 and Windows NT 4.0                     | IA-32             |
| Discreet 3dsmax 4     | Magma               | 2000 | Windows 98, Windows ME, Windows 2000              | IA-32             |
| Discreet 3dsmax 5     | Luna                | 2002 | Windows 2000 and Windows XP                       | IA-32             |
| Discreet 3dsmax 6     | Granite             | 2003 | Windows 2000 and Windows XP                       | IA-32             |
| Discreet 3dsmax 7     | Catalyst            | 2004 | Windows 2000 and Windows XP                       | IA-32             |
| Autodesk 3ds Max 8    | Vesper              | 2005 | Windows 2000 and Windows XP                       | IA-32             |
| Autodesk 3ds Max 9    | Makalu              | 2006 | Windows 2000 and Windows XP                       | IA-32 and x64     |
| Autodesk 3ds Max 2008 | Gouda               | 2007 | Windows XP and Windows Vista                      | IA-32 and x64     |
| Autodesk 3ds Max 2009 | Johnson             | 2008 | Windows XP and Windows Vista                      | IA-32 and x64     |
| Autodesk 3ds Max 2010 | Renoir              | 2009 | Windows XP and Windows Vista                      | IA-32 and x64     |
| Autodesk 3ds Max 2011 | Zelda               | 2010 | Windows XP, Windows Vista and Windows 7           | IA-32 and x64     |
| Autodesk 3ds Max 2012 | Excalibur / Rampage | 2011 | Windows XP, Windows Vista and Windows 7           | IA-32 and x64     |
| Autodesk 3ds Max 2013 | SimCity             | 2012 | Windows XP and Windows 7                          | IA-32 and x64     |
| Autodesk 3ds Max 2014 | Tekken              | 2013 | Windows 7                                         | x64               |
| Autodesk 3ds Max 2015 | Elwood              | 2014 | Windows 7 and Windows 8                           | x64               |
| Autodesk 3ds Max 2016 | Phoenix             | 2015 | Windows 7, Windows 8 and Windows 8.1              | x64               |
| Autodesk 3ds Max 2017 |                     | 2016 | Windows 7, Windows 8， Windows 8.1 and Windows 10 | x64               |

## Vsebina
MAXScript
MAXScript je vgrajen skriptni jezik, ki se lahko uporabi za avtomatizacijo ponavljajočih se opravil, združevanje obstoječih funkcionalnosti na nove načine, razvoj novih orodij in uporabniškega vmesnika, ter mnoge druge stvari. Module vtičnika je mogoče v celote ustvariti znotraj MAXScript-a.
Character Studio
Character Studio je bil vtičnik že od Max-a verzije 4 in je sedaj integriran v 3D Studio Max ter pomaga uporabnikom animirati virtualne karakterje. Sistem deluje na povezavi okostja, katerega privzete nastavitve je možno spreminjati tako, da se prilagaja telesu karakterja in želenim animacijam.
Scene Explorer
Scene Explorer, orodje ki omogoči hierarhičen pregled nad podatki in vsebino scene, ter olajša delo v bolj kompleksnih scenah. Ima možnost razvrščanja, filtriranja in iskanja v sceni glede na katerikoli tip objekta ali lastnosti (vključno z metadato). Dodan leta 2008, je bila to prva komponenta poleg MAXScript-a, ki je vključevala .NET kodni zapis.
DWG Uvoz
3ds Max podpira tako uvoz, kot navezavo DWG datotek. Izboljšano upravljanje spomina v 3ds Max-u 2008 omogoča uvoz kompleksnejših scen z več elementi.
Dodeljevanje/urejanje tekstur
3ds Max omogoča kreativno ustvarjanje tekstur, vključno s ponavljanjem, zrcaljenjem, nagibanjem, rotiranjem, zameglitvijo, UV raztezanjem in sproščanjem. Delo s teksturami omogoča združevanje neomejenega števila tekstur, material/map brskalnik ki podpira drag-and-drop ukaze in hierarhijo. UV manipuliranje vključuje Pelt mapping, kjer lahko uporabnik sam definira šive in omogoča razpiranje UV map glede na te šive; copy/paste materialov, map in barv; in dostop do hitrih dodeljevanj tipov map (kubičnih, valjastih in kroglastih).

## Prevzem
V mnogo filmih je bil 3ds Max ali prejšnje različice programa uporabljen za izdelavo računalniško proizvedene slike, na primer Avatar in 2012, ki vsebuje igro v živo z v 3ds Maxu računalniško proizvedenimi slikovnimi elementi. Za teksture scene in likov je bil pri Avatarju na koncu uporabljen še Mudbox, ki je v bližnji povezavi z 3ds Maxom.
3ds Max je bil uporabljen pri ustvarjanju 3D računalniške grafike v mnogih računalniških igrah.
Arhitekturni biroji in inženirske družbe uporabljajo 3ds Max za izdelavo konceptov in pred-vizualizacijo. 3ds Max ima odlične povezovalne lastnosti in podobnosti z AutoCAD-om.
Izobraževalni programi na sekundarni in terciarni ravni uporabljajo 3ds Max pri predavanjih o 3D računalniški grafiki in računalniški animaciji.

## Tehnike modeliranja

### Modeliranje s poligoni
Modeliranje s poligoni je bolj prisotno pri oblikovanju iger kot katerokoli drug tip modeliranja, saj specifičen nadzor nad posameznimi poligoni omogoča izredno optimizacijo. Oblikovalec navadno začne z enim od primitivnih geometrijskih teles in z uporabo orodij kot so bevel in extrude dodaja detajle ter izdeluje model. Različica 4 3ds Max-a in višje imajo Editable Polygon objekte, ki poenostavljajo večino operacij pri spreminjanju geometrijske mreže teles in omogoča razdeljevanje in glajenje teles po želji uporabnika.

### NURBS (Non-Uniform Rational B-Splines)
Kot alternativa poligonom proizvede glajeno površino, ki izloči ostre robove na modelu. NURBS je matematična predstavitev teles proste oblike, kot na primer karoserija avtomobila ali trup čolna ali ladje, ki je lahko kadarkoli reproducirana pri katerikoli resoluciji. Z NURBS je lahko krogla narejena z le eno ploskvijo.
Ne enotnost NURBS teles pa izpostavi pomembno lastnost. Ker so ustvarjena matematično, imajo NURBS telesa poleg 3d geometričnega prostora, v katerem so prikazana, še parametrski prostor. Natančneje seznam vrednosti, imenovane vozli (knots), ki določajo vpliv kontrolnih točk na ukrivljenost ploskve. Vozli so v 3D prostoru nevidni in je z njimi nemogoče direktno manipulirati, vendar lahko občasno njihovo obnašanje vpliva na vizualne lastnosti NURBS objekta.

### Surface tool/editable patch object
Surface tool je bil ob izidu neuraden vtičnik, vendar je Kinetix pridobil in vključil to orodje z različico 3.0. Orodje se uporablja za ustvarjanje navadnih 3ds Max krivulj in za tem dodajanje  "surface"  modifier-ja. Ta modifier naredi ploskev iz vsakih treh ali štirih točk na mreži. Pogosto je to alternativa modeliranju z geometrijsko mrežo ali NURBS telesi, saj omogoča uporabniku interpolacijo ukrivljenih delov z ravno geometrijo (npr. luknja skozi kocko).

## Primitivna telesa (Primitives)
Osnovna metoda, kjer se za modeliranje uporabi le kvadre, krogle, stožce, valje in druga telesa, s seznama že določenih Standardnih Primitivnih teles(Standard Primitives) ali seznama že določenih Razširjenih Primitivnih teles(Extended Primitives)

### Standardna Primitivna telesa
Kvader: Naredi pravokotno prizmo. Ustvarjen je s tremi dimenzijami (dolžina, širina, višina). Variacija kvadra, kocka, ohrani vse dimenzije enake velikosti.
Stožec: Naredi pokončen stožec. Ustvarjen je z dvema radijema (zgornji in spodnji)in višino, tako da ga je mogoče obrniti na glavo, ali prisekati vrh.
Krogla: Naredi kroglo. Ustvarjena je z eno dimenzijo - radiem.
 Geosfera: Naredi Geosfero. Ustvarjena je z eno dimenzijo - radiem. Možno je ustvariti Tetra, Octa ali Icosa-edrsko Geosfero. Na pogled je podobna krogli, vendar se razlikuje v notranji geometriji.
Valj: Naredi valj. Ustvarjen je z radiem in višino.
Cev: Naredi cev. Ustvarjena je dvema radiema (notranji in zunanji) in višino.
Torus: Naredi torus. Ustvarjen je z dvema radiema.
Piramida: Naredi štiristrano piramido. Ustvarjena je s tremi dimenzijami (dolžina, širina, višina). 
Čajnik: Naredi čajnik. Po vstavitvi čajnika v sceno je mogoče izbirati med prikazanimi deli. Ti so ročaj, pokrov, telo in nos čajnika. Čeprav je kompleksnejši od ostalih teles v svoji kategoriji, je umeščen med "Standardna Primitivna telesa", saj je zaradi svoje geometrije zelo uporaben pri preizkušanju svetlobnih virov in materialov.
Ravnina: Naredi ravnino. Ustvarjena je z dolžino in širino. Čeprav je geometrijski lik in ne telo, je zaradi pogoste uporabe uvrščena med "Standardna Primitivna telesa".

### Razširjena Primitivna telesa
Hose: Naredi telo, ki je po višini členjeno. Določati je mogoče število členov, % oženja med členi in osnovno obliko telesa (okrogla, kvadratna, D-oblika)
RingWave: Naredi valj z luknjo organske oblike
Torus Knot: Naredi Torusni vozel. Možna je izbira med številom vozlov v horizontalni in vertikalni smeri. Določen je s telesnim radiem in radiem preseka.
OilTank: Naredi telo, ki spominja na cisterno za olje. Tako kot valj, se določi z radiem in višino, le da se tu izbere še zaobljenost osnovnih ploskev.
Kapsula: Podobno kot OilTank, naredi telo, ki temelji na obliki valja, le da sta konca pri kapsuli vedno polkrogli.
Spindle: Naredi telo sestavljeno iz dveh, nasproti obrnjenih, poljubno visokih stožcev, ki imata osnovni ploskvi povezani. 
ChamferBox: Naredi kvader z zaobljenimi robovi. Ta metoda v geometriji ustvari tri in štiri-kotnike, kar v nekaterih področjih modeliranja ni optimalna, saj trikotniki ne zagotavljajo optimalnega poteka geometrije. Ustvarjen je z istimi parametri kot kvader, le da se tu določi še lastnosti robov.
ChamferCyl: ChamferCylinder naredi valj z zaobljenimi robovi.
Gengon: Naredi prizmo, ki ima za osnovno ploskev poljuben enakostraničen n-kotnik. Robove je mogoče prirezati in zaobliti.
L-Ext: L-Extrude naredi prizmo, ki ima osnovno ploskev L-oblike. Vse dimenzije osnovne ploskve so poljubne.
C-Ext: C-Extrude naredi prizmo, ki ima osnovno ploskev C-oblike. Vse dimenzije osnovne ploskve so poljubne, edina omejitev je, da imata oba kraka C-ja enako dolžino in širino, oziroma sta simetrična.
Prizma: Naredi tristrano prizmo poljubnih dimenzij.
Hedra: Naredi polieder. Možna je izbira med Tetraedri, Oktaedri, Ikozaedri, ter dvema vrstama Kepler-Poinsotov poliedrov (zvezda).

## Spojena telesa (Compound Objects)
Lastnost spojenih teles je, da uporabnik s pomočjo dveh ali več teles ustvari novo geometrijo. Oblike ki jih je mogoče doseči znotraj pravil geometrije in matematične logike pa so tako rekoč neomejene. Spojena telesa razširijo nabor oblik, ki bi jih bilo v 3ds Max-u drugače nemogoče ustvariti.
Morph: Uporaben predvsem za ustvarjanje animacij, v kateri želi uporabnik spremeniti obliko že narejenega telesa, kot je na primer obraz med govorom, če že ima končno pozicijo telesa. Omejitev ukaza Morph je, da mora telo ohraniti telesne lastnosti - število točk, stranic, ploskev, katerih položaj pa se seveda lahko spreminja.
Scatter: Raztrese telo a po površini telesa b. Idealen za postavljanje dreves ali kamnov po terenu ali simuliranje naklučne postavitve predmetov v prostoru.
Conform: Uporaben za prilagajanje oblike telesa a telesu b, npr. obliko ceste terenu.
Connect: 
BlobMesh: 
ShapeMerge: 
Boolean: 
Terrain: 
Loft: 
Mesher: 
ProBoolean: 
ProCutter: 